# Crater (recipient)
Un crater o una cratera (paraula que ve del grec κρατῆρ) era un atuell grec de gran capacitat i amb dues nanses, destinat a contenir una barreja d'aigua i vi, (els antics rares vegades bevien el vi pur). Amb aquesta barreja s'omplien les cílix de vi. Es duia al lloc del menjar i es dipositava en el terra o sobre una tarima. El coper (anomenat en llatí pincerna o pocillator) administrava el líquid amb una cullera (anomenada en llatí cyathus) i omplia el kílix dels invitats.
S'utilitzava també en el culte religiós, on es posava la beguda que es prenia després de les libacions. A les festes populars i als festivals religiosos, els déus ordenaven que es posessin craters pels carrers. També s'usaven als funerals i als ritus mistèrics, i era un dels objectes que s'acostumava a oferir als temples. Heròdot diu que Giges, rei de Lídia, va oferir a l'Oracle de Delfos sis craters d'or, cadascun d'un pes de cinc talents.

## Tipus
Els craters es fabricaven en argila i en metalls i es modelaven amb formes distintes segons el gust de l'artista. Homer i Hesíode parlen de craters fets d'argent i rivetats d'or. Les persones més humils en podien tenir de fusta. Tenien sempre una boca molt ampla. Les formes més esteses i que s'han trobat a les excavacions són: 
- Crater de columnes, amb nanses verticals com a fusts, que estan rematades per un sortint horitzontal. Aquesta és la forma més antiga.
- Crater de volutes, s'anomena així perquè les seves nanses, que sobresurten per damunt de la boca, formen volutes, és a dir forma d'espiral o caragol. Un exemple és el Vas François.
- Crater de calze, el perfil del qual té forma quasi de trapezi invertit. Aquesta és una moda més moderna que les dues anteriors, cap a la segona meitat del segle vi aC.
- Crater de campana, amb nanses sortints i dirigides cap amunt i amb forma de campana invertida. És un tipus d'ús tardà de l'inici del segle v aC.[1]

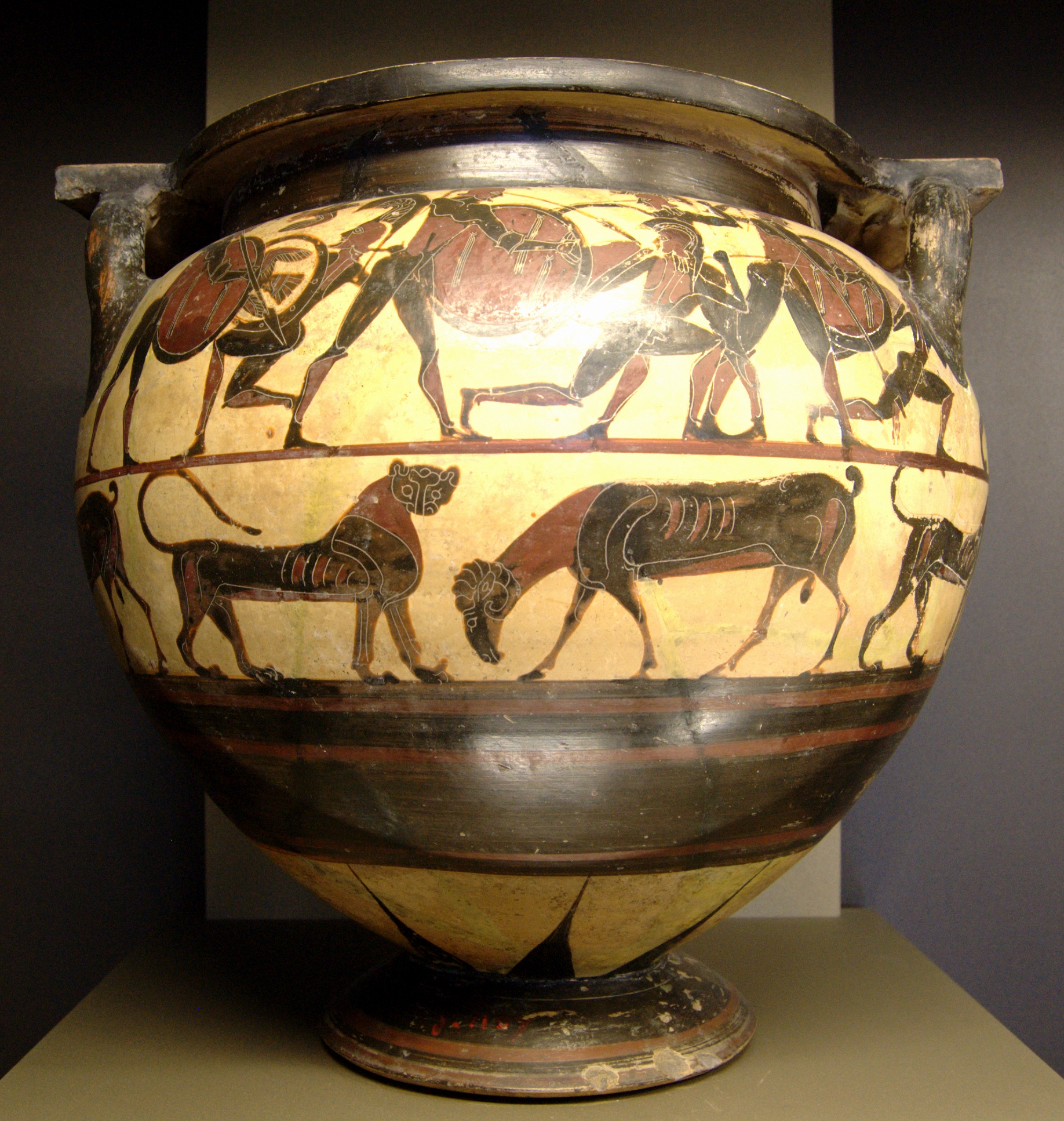
Crater de columnes
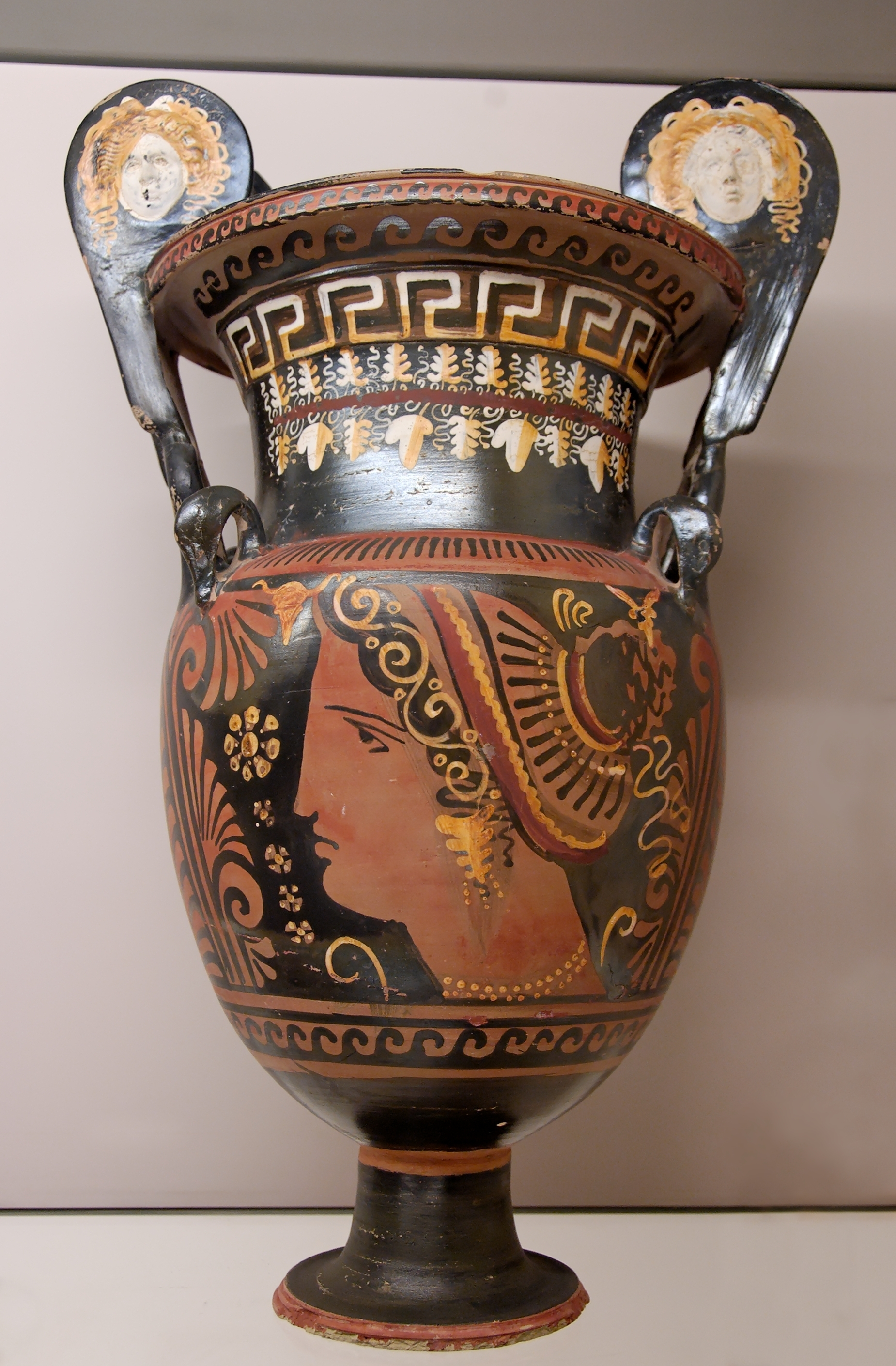
Crater de volutes
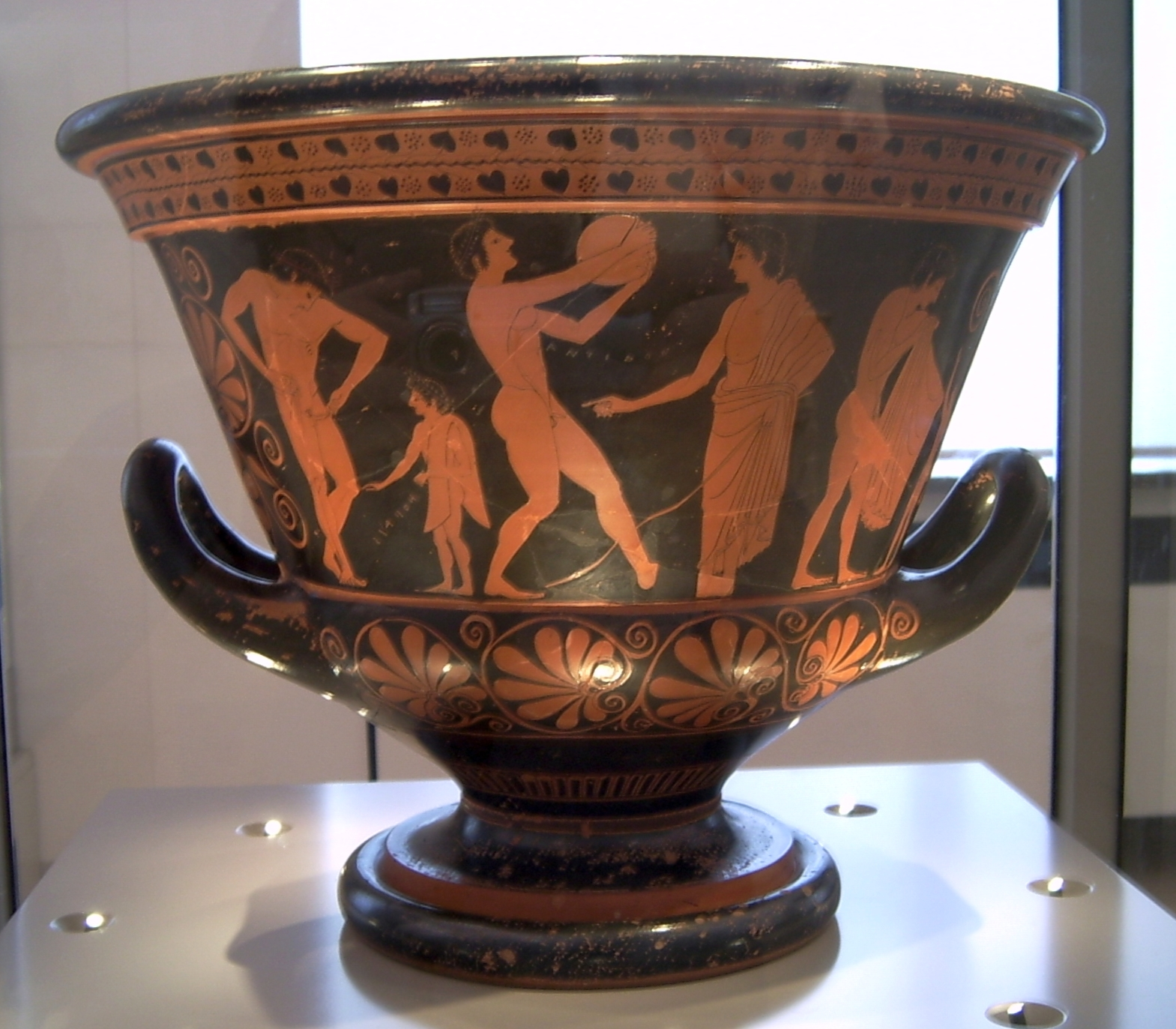
Crater de calze
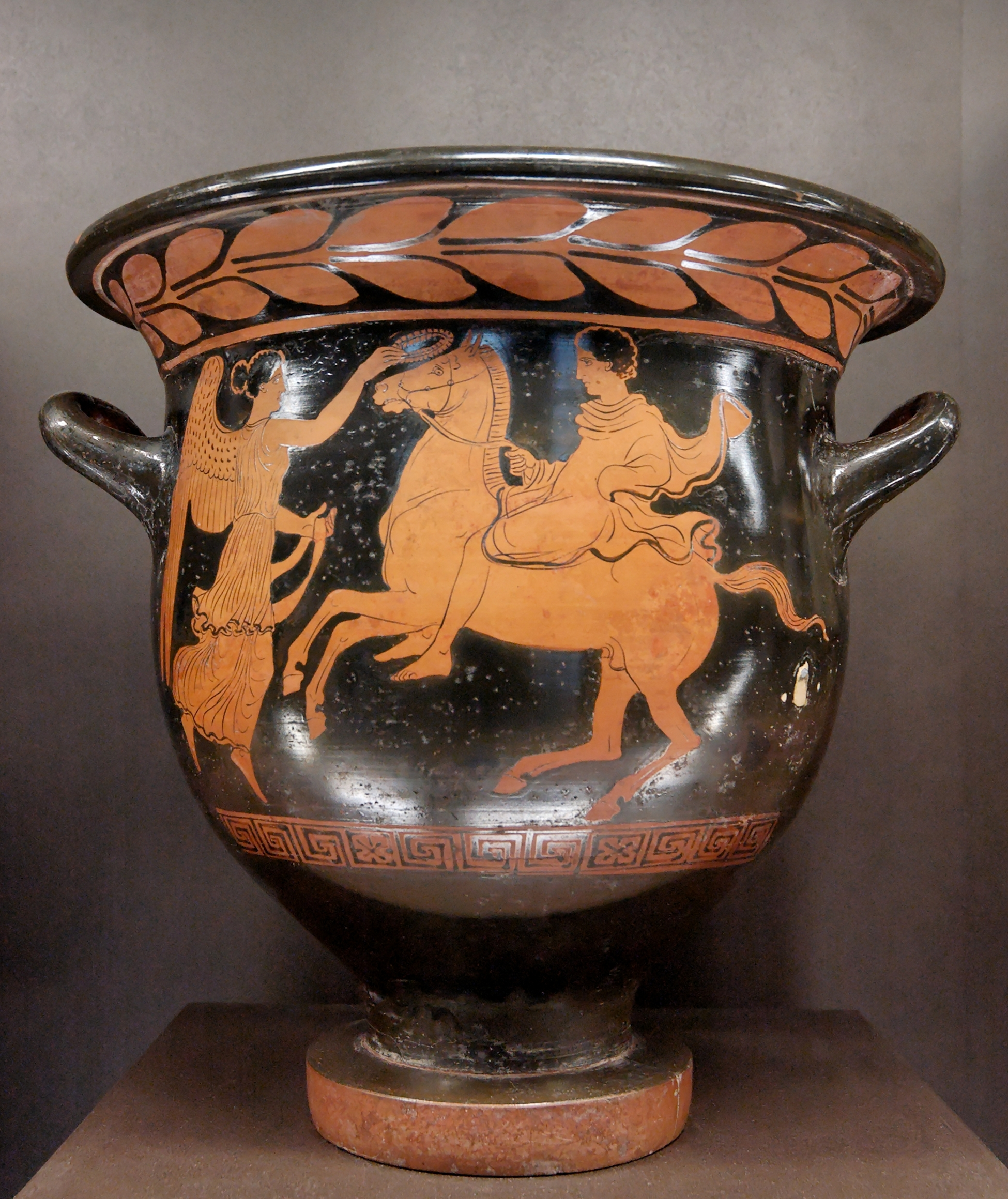
Crater de campana